# Sochocin (gemeente)
De gemeente Sochocin is een landgemeente in het Poolse woiwodschap Mazovië, in powiat Płoński.
De zetel van de gemeente is in Sochocin.
Op 30 juni 2004 telde de gemeente 5766 inwoners.

## Oppervlakte gegevens
In 2002 bedroeg de totale oppervlakte van gemeente Sochocin 119,67 km², waarvan:
- agrarisch gebied: 67%
- bossen: 27%

De gemeente beslaat 8,65% van de totale oppervlakte van de powiat.

## Demografie
Stand op 30 juni 2004:
| Omschrijving                   | Totaal | Totaal | Vrouwen | Vrouwen | Mannen | Mannen |
| ------------------------------ | ------ | ------ | ------- | ------- | ------ | ------ |
| eenheid                        | aantal | %      | aantal  | %       | aantal | %      |
| inwoners                       | 5766   | 100    | 2901    | 50,3    | 2865   | 49,7   |
| bevolkingsdichtheid (inw./km²) | 48,2   | 48,2   | 24,2    | 24,2    | 23,9   | 23,9   |

In 2002 bedroeg het gemiddelde inkomen per inwoner 1207,09 zł.

## Administratieve plaatsen (sołectwo)
Baraki, Biele, Bolęcin, Budy Gutarzewskie, Ciemniewo, Drożdżyn, Gromadzyn, Gutarzewo, Idzikowice, Jędrzejewo, Kępa, Koliszewo, Kołoząb, Kondrajec, Kolonia Sochocin, Kuchary Królewskie, Kuchary Żydowskie, Milewo, Niewikla, Podsmardzewo, Rzy, Smardzewo, Sochocin, Ślepowrony, Wycinki, Wierzbówiec, Żelechy.

## Aangrenzende gemeenten
Baboszewo, Glinojeck, Joniec, Nowe Miasto, Ojrzeń, Płońsk, Sońsk